# Carl Franz Pitsch

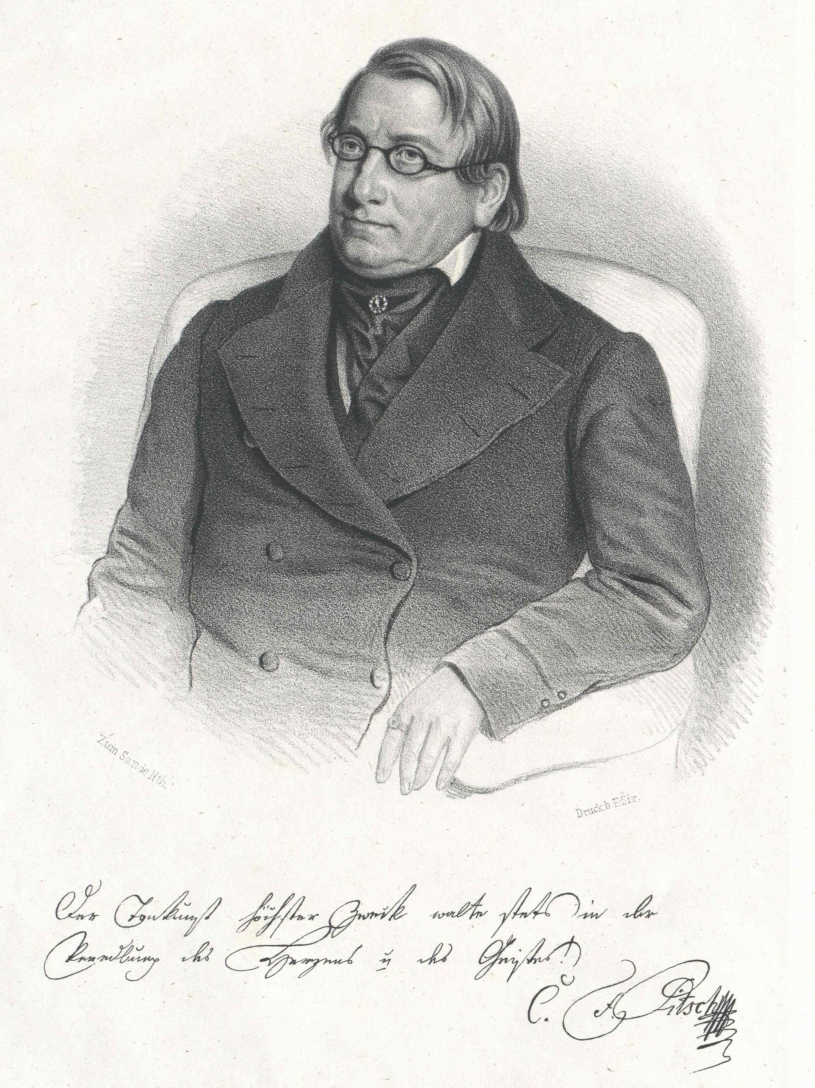
Carl Franz Pitsch, Porträt mit eigenhändiger Widmung und Unterschrift

Carl Franz Pitsch, auch: Karel František (* 5. Februar 1786 in Batzdorf; † 12. Juni 1858 in Prag) war ein österreichischer Organist und Komponist.

## Leben
Ersten Klavier- und Orgelunterricht erhielt Pitsch von seinem Vater und ab 1794 in Schlesien bei dem Reichenbacher Organisten K. Bach. Nach dem Besuch der Gymnasien in Jitschin und Neuhaus unterwies ihn der Glatzer Organist Franz Otto in Kontrapunkt, Klavier und Orgel. 
Nach dem Philosophiestudium an der Prager Karls-Universität wirkte er 1815 bis 1826 als Musiklehrer in der Familie von Michael Ritter von Manner in Bohdalitz in Mähren. In dieser Zeit freundete er sich in Wien mit Simon Sechter an.
1826 übersiedelte Pitsch nach Prag, wurde 1832 Organist an der St.-Nikolaus-Kirche und 1840 Direktor der Prager Orgelschule. Der Prager Verein zur Förderung der Tonkunst, die Cäcilien-Akademie, die Sophienakademie und das Salzburger Mozarteum ernannten ihn zu ihrem Ehrenmitglied (1845).
Pitsch war als Meister des Kontrapunktes der letzte Vertreter der nachbarocken Orgelkunst in Böhmen. Zahlreiche Schüler trugen seine Lehre und sein Werk in alle Welt und bestimmten, besonders in Böhmen, die Entwicklung der Kirchenmusik. Pitsch äußerte über seine Arbeit: „Der Tonkunst höchster Zweck walte stets in Veredelung des Herzens und des Geistes“.
Von seinen zahlreichen Werken sind lediglich einige Orgelstücke sowie eine Messe erhalten; diese belegen jedoch seinen hohen kompositorischen Rang.

## Werke
- Missa D für gemischten Chor und Orchester
- Te Deum für gemischten Chor und Orchester
- Requiem für gemischten Chor
- Gradulate
- Das Grab (Salis), Lied
- 6 kontrapunktische Veränderungen über die Österreichische Volkshymne für Orgel
- 6 Präludien op. 6
- Generalbass Übungen und Generalbass-Stimme aus der Kantate J. S. Bachs
- „Alleluja, paschale“, Fuge für Orgel